# Campefàgids
Els campefàgids (Campephagidae) són una família de petits i mitjans ocells de l'ordre dels passeriformes, formada pels cucuts botxí i espècies afins. Les 92 espècies s'agrupen en 6 gèneres. Els gèneres Hemipus i Tephrodornis, que s'han situat a aquesta família, són ubicats pel Congrés Ornitològic Internacional a la família dels tefrodornítids (Tephrodornithidae). El gènere Chlamydochaera, que també s'ha situat a aquesta família, és en realitat un túrdid (Turdidae).

## Morfologia
- En general, els campefàgids són petites a mitjanes aus arbòries d'aspecte llarg i prim.
- Són predominantment grises amb blanc i negre, encara que alguna espècie té colors brillants en vermell, groc i negre, i Coracina azurea, de l'Àfrica central, és totalment blau per sobre.
- Els quatre cucuts botxí del gènere Campephaga presenten dimorfisme sexual, amb els mascles amb un plomatge negre brillant i sota el bec, de color vermell o groc. Les femelles molt més modestes.

## Hàbitat i distribució
La gran majoria d'espècies són habitants dels boscos. Algunes espècies estan restringides als boscos primaris, com Coracina analis, altres són capaços d'utilitzar els boscos més pertorbats. Al voltant d'onze espècies viuen en hàbitats més oberts, i una espècie australiana, Coracina maxima es troba a les planures obertes i baixa muntanya amb pocs arbres. Viuen a l'Àfrica subtropical i tropical, Àsia i Australàsia.

## Alimentació
Són principalment insectívors, i ataquen les grans erugues peludes. També s'han citat menjant petits vertebrats, fruites, llavors i altres matèries vegetals.

## Reproducció
La informació sobre la cria d'aquesta família és incompleta, i hi ha moltes espècies sense estudiar. En totes les espècies estudiades el comportament és territorial i en les espècies no migradores conserven els territoris durant tot l'any. Són monògams, i sembla que la parella dura tot l'any. Només s'ha registrat un cas de poligàmia amb Lalage tricolor, en què un mascle ajuda dues femelles en la cria dels seus joves. Ponen uns quatre ous blancs, verds o blaus en un niu a la copa d'un arbre. La incubació dura aproximadament dues setmanes.

## Taxonomia
Aquests ocells no tenen cap relació amb els cucuts, i el nom prové probablement del color gris de moltes d'aquestes espècies, o d'un vol ondulant similar. Alguns autors els han considerat relacionats amb els oriòlids (Oriolidae), encara que difereixen marcadament en algunes característiques morfològiques (com la morfologia del crani i els arranjaments de plomes en l'ala). Segons la classificació del IOC, aquesta família conté 11 gèneres amb 93 espècies:
- Gènere Pericrocotus, amb 15 espècies.
- Gènere Ceblepyris, amb 5 espècies.
- Gènere Coracina, amb 22 espècies.
- Gènere Campephaga, amb 4 espècies.
- Gènere Lobotos, amb dues espècies.
- Gènere Campochaera, amb una espècie: eruguera daurada (Campochaera sloetii).
- Gènere Malindangia, amb una espècie: eruguera de McGregor (Malindangia mcgregori).
- Gènere Edolisoma, amb 22 espècies.
- Gènere Celebesica, amb una espècie: eruguera d'Abbott (Celebesica abbotti).
- Gènere Cyanograucalus, amb una espècie: eruguera blava (Cyanograucalus azureus).
- Gènere Lalage, amb 19 espècies.